# Polymixis bacheri
Polymixis bacheri is een vlinder uit de familie uilen (Noctuidae). De wetenschappelijke naam is voor het eerst geldig gepubliceerd in 1901 door Pungeler.
De soort komt voor in Europa.